# الجمعية الأسترالية للرضاعة الطبيعية
الجمعية الأسترالية للرضاعة الطبيعية (بالإنجليزية: Australian Breastfeeding Association)‏ وتُدعى اختصارًا (ABA)، هي منظمة تهدف إلى تشجيع الرضاعة الطبيعية وحماية الأمهات المرضعات، وتشمل الأمهات المرضعات وأزواجهن، بالإضافة إلى المتخصصين في مجال الصحة مثل الأطباء، واستشاريين الرضاعة والقابلات (الدايات).
وتأسست الجمعية عام 1964 في ملبورن، وعُرفت حينها باسم جمعية الأمهات المرضعات؛ حيث كان الغرض من تأسيسها هو تبادل الدعم بين الأمهات المرضعات فيما يخص الرضاعة الطبيعية. وفي ذلك الوقت كانت تلك الجمعية هي المصدر الرئيسي لأستراليا الذي يمد بالمعلومات عن الرضاعة الطبيعية ويقدم الدعم الذي تحتاجه الأمهات المرضعات.
وتقدم بالدعم اللازم للجمعية كلًا من الهيئات الصحية والمتخصصين في صحة الرضع وصحة الطفل وتغذيته، بالإضافة إلى فريق من المستشارين الشرفيين.
أسّست ماري باتون بالتعاون مع خمس أمهات أخريات جمعية الأمهات المرضعات في مدينة ملبورن، وذلك بعد أن واجهت صعوبة في الرضاعة الطبيعية لطفلها الأول،  فقد كان هناك نقص في الدعم والمعلومات الدقيقة عن الرضاعة الطبيعية آن ذاك. بسبب عدم تلقي الأطباء والممرضات في ذلك الوقت التدريب الكافي للتعامل مع مشاكل الرضاعة الطبيعية، فكان هناك عدد قليل من النساء الأكبر سنًا اللاتي يتقدمن بالمشورة أسرة نواة. ولذلك دعم الأعضاء المؤسسين بعضهم البعض، وبالتالي أنشأوا نموذج لدعم مستمر بين الأمهات وبعضها حتى يومنا هذا. ومن بين المؤسسين الآخرين لتلك الجمعية كانوا جلينيس فرانسيس، بات باترسون، جان باري (فرد من مجموعة كول)، بولين بيك و سو وودز.

## التاريخ
انعقد الاجتماع الأول لرابطة الرضاعة الطبيعية يوم 13 فبراير عام 1964 بمدينة ملبورن، وتحديدًا في منزل ماري باتون، ونشرت أول صحيفة إخبارية لها في آخر ذلك العام. في البداية كان مقرها في ولاية فيكتوريا، وتوسعت بعد ذلك تدريجيًا إلى الولايات والأقاليم الأخرى مع ممثلي الدولة في إقليم العاصمة الأسترالية، نيو ساوث ويلز، وكوينزلاند، فيكتوريا، أستراليا الغربية المعينة في عام 1969، المقر الوطني الذي أنشئ في هاوثورن، فيكتوريا في عام 1970، بالإضافة إلى المجموعات التي أنشئت في جنوب أستراليا وتسمانيا في عام 1971. وكان لدى الجمعية أكثر من 10000 عضو بحلول عام 1973.
وفي عام 2001 غيرت NMAA اسمها إلى الرابطة الأسترالية للرضاعة الطبيعية. وبحلول عام 2016 وصل عدد أعضاء تلك الرابطة إلى 350،000 عضو.